# Javne'el
Javne'el (hebrejsky יַבְנְאֵל, v oficiálním přepisu do angličtiny Yavne'el) je místní rada (malé město) v Izraeli, v Severním distriktu.

## Geografie
Leží v nadmořské výšce 16 metrů pod úrovní moře, v Dolní Galileji. Obec je situována v údolí Bik'at Javne'el, které je na jihozápadě ohraničeno terénním zlomem Har Javne'el a Har Adami, na severovýchodě pak obdobným prudkým svahem vrchoviny Ramat Porija. Město je situováno na jihozápadním okraji údolí, na úpatí svahů Har Javne'el, ze které do hlavního vodního toku údolí - Nachal Javne'el, ústí vádí Nachal Šarona, Nachal Jama a Nachal Charcit.
Město se nachází cca 98 kilometrů severovýchodně od centra Tel Avivu, cca 50 kilometrů jihovýchodně od centra Haify a cca 6 kilometrů východně od Galilejského jezera, v intenzivně zemědělsky využívaném pásu s poměrně řídkým osídlením. Hustota zalidnění v katastru obce (98 obyv./km čtv.) je výrazně pod průměrem Severního distriktu (278 obyv./km čtv.). Osídlení v tomto regionu je většinou židovské. Vlastní Javne'el obývají Židé, stejně jako většinu zemědělských obcí v okolní krajině. Pouze cca 5 kilometrů na západ leží město Kafr Kama, které obývají izraelští Čerkesové. Region centrální Galileji s arabskou demografickou převahou leží dále na západ.
Na dopravní síť je Javne'el napojen pomocí lokální silnice číslo 767 vedoucí k Tiberiasu.

## Dějiny
Javne'el byl založen v roce 1901. Název odkazuje na biblickou lokalitu Jabneel, kterou zmiňuje Kniha Jozue 19,33
K slavnostnímu založení Javne'el došlo 7. října 1901. O vznik vesnice se zasloužil Chajim Kalwarijski-Margalijot, aktivista z Jewish Colonization Association. Vesnici založila Jewish Colonization Association zřízená jako nástupnická organizace pro sponzorské aktivity barona Edmonda Jamese de Rothschilda v tehdejší turecké Palestině. Původně se nazývala Jemma (ימה) podle místního názvu doloženého v Talmudu i Mišně. Prvními osadníky byli rolníci z jiné židovské vesnice Metula a z dalších osad. Šlo o hlavní židovskou osadu zřízenou v Dolní Galileji v době druhé aliji. Bývá také nazývána Matkou dolnogalilejských osad. Obyvatelé zpočátku čelili útokům okolních Arabů. Ti například v srpnu 1910 ukradli zdejší stádo ovcí. Po zásahu domobrany z Javne'el bylo stádo navráceno.
V lednu 1940 provedli v Javne'el razii Britové a objevili tu tajný sklad zbraní Hagany. V době britského mandátu poblíž Javne'el fungovalo malé letiště, které umožňovalo ilegální přepravu židovských imigrantů z Iráku.
Roku 1949 měl Javne'el 630 obyvatel a rozlohu katastrálního území 20 718 dunamů (20,718 kilometrů čtverečních). Šlo tehdy ještě pořád o vesnici, a to soukromě hospodařící (typ mošava).
V roce 1951 byl Javne'el povýšen na místní radu (malé město). V této době byly k Javne'el postupně připojeny tři sousední vesnice: Bejt Gan (בית-גן), Smadar (סמדר) a Mišmar ha-Šloša (משמר השלושה), do té doby samostatné.
- Bejt Gan vznikla roku 1903 na pozemcích v majetku Jewish Colonization Association, jen několik set metrů severně od Javne'el. Prvními obyvateli zde byla skupina dvanácti Židů původem z Ruska. Název vesnice navazuje na starší arabské místní jméno. Šlo o zemědělskou, soukromě hospodařící vesnici typu mošava.[13] Roku 1949 v Bejt Gan žilo 160 lidí. Katastrální území měřilo 7 130 dunamů (7,13 kilometrů čtverečních).[12]
- Během arabského povstání v roce 1936 byli zabiti při přepadení tři místní obyvatelé z Javne'el. Mišmar ha-Šloša pak byla založena roku 1937 jako vzpomínka na zabité.[8] Roku 1949 měla Mišmar ha-Šloša 126 obyvatel a katastrální území o ploše 583 dunamů (0,583 kilometrů čtverečních).[12]
- Smadar byl založen roku 1956.[5]

Část starousedlíků se nadále zabývá zemědělstvím. Do města přicházejí i noví obyvatelé, kteří již nejsou vázáni na vesnický životní styl. V 1. dekádě 21. století se sem přistěhovala i skupina ultraortodoxních Židů.

## Demografie
Podle údajů z roku 2005 tvořili Židé 99 % populace Javne'el a včetně "ostatních" tedy nearabských obyvatel židovského původu ale bez formální příslušnosti k židovskému náboženství 100 %. Jde o menší sídlo spíše vesnického typu. K 31. prosinci 2014 zde žilo 4080 lidí. Během roku 2014 populace stoupla o 1,3 %.
| Rok            | 1949 | 1961  | 1972  | 1983  | 1995  | 2001  | 2003  | 2004  | 2005  | 2006  | 2007  | 2008  | 2009  | 2010  | 2011  | 2012  | 2013  | 2014  |
| -------------- | ---- | ----- | ----- | ----- | ----- | ----- | ----- | ----- | ----- | ----- | ----- | ----- | ----- | ----- | ----- | ----- | ----- | ----- |
| Počet obyvatel | 916  | 1 580 | 1 427 | 1 458 | 1 952 | 2 410 | 2 703 | 2 747 | 2 786 | 2 878 | 2 933 | 3 090 | 3 350 | 3 451 | 3 686 | 3 886 | 4 029 | 4 080 |

* údaj za rok 1949 zahrnuje do populace obyvatele tehdy samostatných vesnic Javne'el, Bejt Gan a Mišmar ha-Šloša